# Ван Вервеке, Леопольд
Леопольд Ван Вервеке (нем. Van Werveke, Leopold; 11 февраля 1853, Дикирх — 4 августа 1933, Магдебург, Бранденбург) — Люксембургский фармацефт и немецкий учёный-геолог, профессор, путешественник и государственный деятель.

## Биография
Родился 11 февраля 1853 года в Дикирхе в семье военного (фламандское дворянство).
Учился фармацефтике в Люксембурге (до 1874), в аптеке в Эйхе и Гейдельберге. Начал работать фармацефтом в Эхтернахе (1874—1875).
Изучал геологию в Страсбурге (Германия), где защитил диссертацию по термальным водам Мондорф-ле-Бен (минеральные источники Бад-Мондорфа). Член комиссии по геологической съемке Эльзас-Лотарингии и ассистент в Петрографическом институте, а затем в Геологическом институте Страсбургского университета.
В 1887 году получил немецкое гражданство, поступил на государственную службу:
- Заведующий Геологической коллекцией Страсбургского университета, участвовал в экспедициях на острова Суматра и Ява (1898).
- Имперский горный советник (1903)
- Горный тайный советник (1913)
- Глава Геологической службы Эльзаса и Лотарингии (1914—1918).

После Первой мировой войны переехал в Генгебах, затем в Баден.
Автор более 300 научных публикаций.
В 1892 году он создал классификацию нижнего каменноугольного периода Вогеза.
Изучал месторождения калийных солей и другими полезными ископаемыми в районе Эльзас-Лотарингия и окрестностях.
Занимался ледниковым периодом, провёл исследования делювия северной и центральной Германии. Отметил четыре оледенения (1924), а затем шесть (1928) в районе Магдебурга. Предположил, что лёсс ледникового периода образовывался в талых водах.
В 1931 году в переехал к дочери в Магдебург, где скончался 4 августа 1933 года.

## Семья
Братья:
- Николас, Ван Вервеке — истоирик.
- Огюст, Ван Вервеке — архитектор и профессора рисунка.

## Членство в организациях
- 1902 — почётный член Общества люксембургских натуралистов (Société des naturalistes luxembourgeois)
- 1907 — почётный член секции науки Великокняжеского института (Institut Grand-Ducal)[3].
- Почётный член Геологической ассоциации Верхнего Рейна.